# Hieracium adenolegionense
Hieracium adenolegionense es una especie de planta con flor del género Hieracium, de la familia Asteraceae, orden Asterales.

## Distribución
Hieracium adenolegionense se distribuye por España.

## Taxonomía
Fue descrita científicamente por Mateo & Egido. Fue publicada en Flora Montiber. 45: 42 (2010).